# 와나카 호수

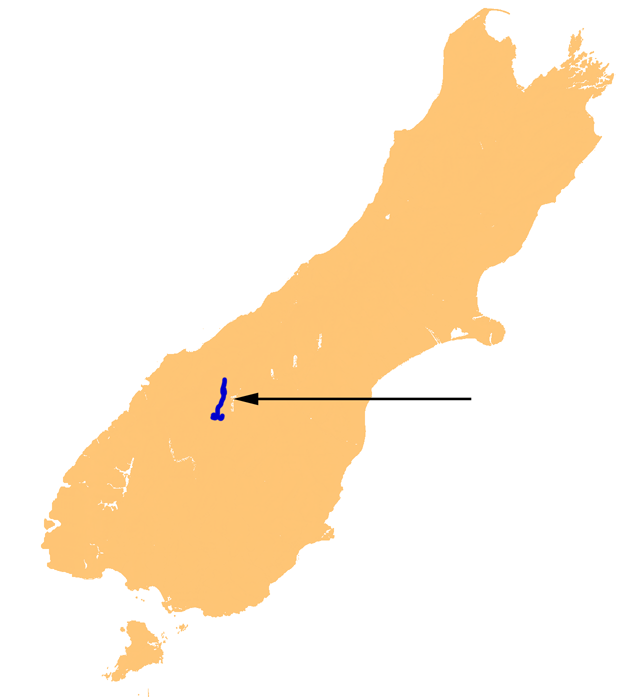
남섬에 있는 와나카 호수

와나카 호수(Lake Wanaka)는 뉴질랜드 남섬 오타고 지방에 있는 해발 300m의 호수이다. 면적은 192km2이며, 수심 300m 이상으로 추정되는 뉴질랜드에서 네 번째로 큰 호수이다. 그 이름은 마오리 추장 아오나카(Oanaka)의 타락(또는 아나카가 있는 곳)이라는 의미이다. 와나카는 이 호수에서 따온 이름으로 똑 같은 이름을 공유하고 있다.

## 개요
와나카 호수는 뉴질랜드 남섬의 저지대 남부 호수 지대의 심장에 위치하고 있다. 와나카는 호수 가에 푹패인 분지를 이루는 드라마틱한 빙하 지대에 위치하고 있으며, 어스파이어링 국립공원으로 가는 관문이 된다. 월드(Weld)와 아름다운 하웨아 호수(Lake Hawea)는 이곳에서 차로 15분 거리이며, 서해안 빙하 지역으로 가기 전 가장 마지막 정류장인 마카로라의 가장 변경에 있는 마을로 가는 길이다. 남쪽으로는 역사적인 '카드로나 계곡'이 있으며, 이웃한 퀸스타운으로 가는 도중의 인상적인 산악 지형을 제공한다.

## 갤러리

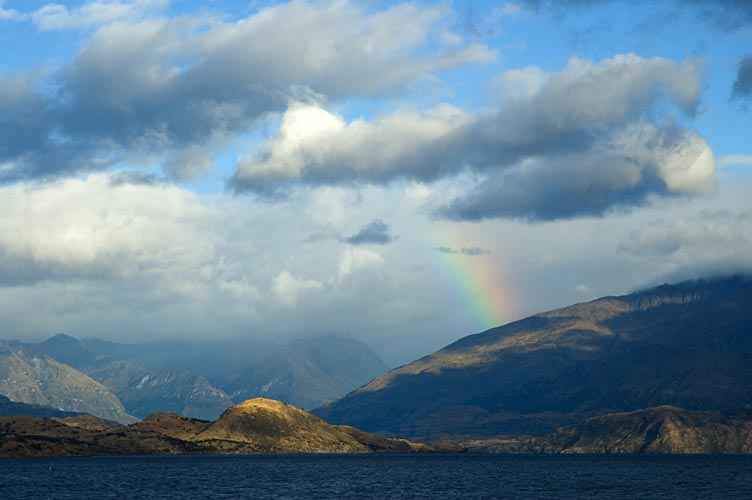
와카나 호수
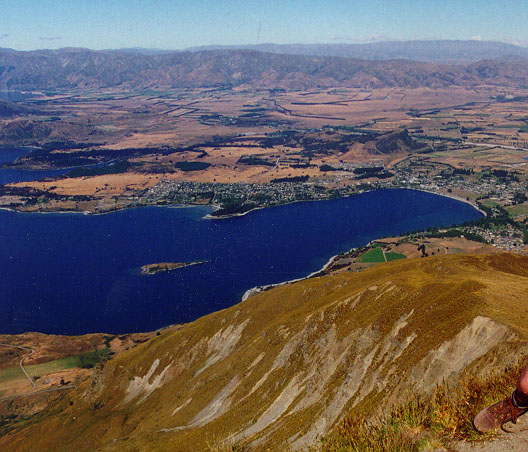
클루타 강과 하웨아 호수, 남서쪽으로 바라 본 광경